# Rhodostrophia pallidior
Rhodostrophia pallidior là một loài bướm đêm trong họ Geometridae.